# Collegio uninominale Veneto 1 - 05 (2017)
Il collegio elettorale uninominale Veneto 1 - 05 è stato un collegio elettorale uninominale della Repubblica Italiana per l'elezione della Camera dei deputati tra il 2017 ed il 2022.

## Territorio
Come previsto dalla legge elettorale italiana del 2017, il collegio era stato definito tramite decreto legislativo all'interno della circoscrizione Veneto 1.
Era formato dal territorio di 32 comuni: Altivole, Asolo, Borso del Grappa, Caerano di San Marco, Castelcucco, Cavaso del Tomba, Cison di Valmarino, Cornuda, Crespano del Grappa, Crocetta del Montello, Farra di Soligo, Follina, Fonte, Giavera del Montello, Maser, Miane, Monfumo, Montebelluna, Moriago della Battaglia, Nervesa della Battaglia, Paderno del Grappa, Pederobba, Pieve di Soligo, Possagno, Refrontolo, San Zenone degli Ezzelini, Segusino, Sernaglia della Battaglia, Trevignano, Valdobbiadene, Vidor e Volpago del Montello.
Il collegio era quindi interamente compreso nella provincia di Treviso.
Il collegio era parte del collegio plurinominale Veneto 1 - 02.

## Eletti
| Elezione | Elezione | Deputato    | Partito |
| -------- | -------- | ----------- | ------- |
|          | 2018     | Ingrid Bisa | Lega    |

## Dati elettorali

### XVIII legislatura
Come previsto dalla legge elettorale, 232 deputati erano eletti con sistema a maggioranza relativa in altrettanti collegi uninominali a turno unico.
| Candidati              | Candidati             | Voti    | %     | Liste                    | Voti    | %     |
| ---------------------- | --------------------- | ------- | ----- | ------------------------ | ------- | ----- |
|                        | Ingrid Bisa ✔️ Eletto | 65 436  | 56,02 | Lega                     | 48 047  | 41,14 |
| Forza Italia           | Ingrid Bisa ✔️ Eletto | 65 436  | 56,02 | 12 271                   | 10,51   |       |
| Fratelli d'Italia      | Ingrid Bisa ✔️ Eletto | 65 436  | 56,02 | 3 884                    | 3,33    |       |
| Noi con l'Italia - UDC | Ingrid Bisa ✔️ Eletto | 65 436  | 56,02 | 1 234                    | 1,06    |       |
|                        | Andrea Arman          | 25 043  | 21,44 | Movimento 5 Stelle       | 25 043  | 21,44 |
|                        | Anna Spinnato         | 19 289  | 16,51 | Partito Democratico      | 15 864  | 13,58 |
| +Europa                | Anna Spinnato         | 19 289  | 16,51 | 2 762                    | 2,36    |       |
| Italia Europa Insieme  | Anna Spinnato         | 19 289  | 16,51 | 376                      | 0,32    |       |
| Civica Popolare        | Anna Spinnato         | 19 289  | 16,51 | 287                      | 0,25    |       |
|                        | Miriam Poloni         | 2 072   | 1,77  | Liberi e Uguali          | 2 072   | 1,77  |
|                        | Gloria Callarelli     | 1 095   | 0,94  | Il Popolo della Famiglia | 1 095   | 0,94  |
|                        | Enrico Dal Ziglio     | 1 022   | 0,87  | CasaPound                | 1 022   | 0,87  |
|                        | Catia De Paoli        | 694     | 0,59  | Italia agli Italiani     | 694     | 0,59  |
|                        | Stefano Gallina       | 563     | 0,48  | Grande Nord              | 563     | 0,48  |
|                        | Rossana Barbieri      | 528     | 0,45  | Potere al Popolo!        | 528     | 0,45  |
|                        | Luigina Marcon        | 504     | 0,43  | Partito Valore Umano     | 504     | 0,43  |
|                        | Michele Gomiero       | 445     | 0,38  | 10 Volte Meglio          | 445     | 0,38  |
|                        | Maria Bigi            | 111     | 0,10  | PRI - ALA                | 111     | 0,10  |
| Totale                 | Totale                | 116 802 | 100   |                          | 116 802 | 100   |
|                        |                       |         |       |                          |         |       |
| Voti non validi        | Voti non validi       | 3 353   | 2,79  |                          |         |       |
| Votanti                | Votanti               | 120 155 | 79,11 |                          |         |       |
| Elettori               | Elettori              | 151 877 |       |                          |         |       |